# (11404) Wittig
Pour les articles homonymes, voir Wittig.
(11404) Wittig est un astéroïde de la ceinture principale.

## Description
(11404) Wittig est un astéroïde de la ceinture principale. Il fut découvert le 19 janvier 1999 à Caussols par le projet ODAS. Il présente une orbite caractérisée par un demi-grand axe de 3,17 UA, une excentricité de 0,14 et une inclinaison de 1,5° par rapport à l'écliptique.

## Compléments